# Dom Casmurro (quadrinhos)
Dom Casmurro é um romance gráfico criado pelos quadrinistas brasileiros Felipe Greco (roteiro) e Mario Cau (arte). O livro é baseado na obra homônima de Machado de Assis. O livro foi lançado em 2013 pela editora Devir após seis anos de produção. A história do livro fala sobre Bento Santiago, cujo apelido é Dom Casmurro, que duvida da fidelidade de sua esposa, Capitu. Em 2013, o livro ganhou o Prêmio Jabuti nas categorias "melhor livro didático e paradidático" e "melhor ilustração". No ano seguinte, ganhou o Troféu HQ Mix de "melhor adaptação para os quadrinhos".